# Placebo (film)
|  | Denne artikel er oprettet af botten Steenthbot ud fra en ekstern database. Den kan derfor have sproglige fejl eller mangler. Denne skabelon kan fjernes efter kontrol af indholdet. |

 For alternative betydninger, se Placebo (flertydig). (Se også artikler, som begynder med Placebo)
Placebo er en dansk kortfilm fra 2013 instrueret af Johanna Stentorp efter eget manuskript.

## Handling
På en hospitalsstue ligger teenagedrengene Aron og Theo for døden. Aron har plads ved værelsets vindue, og han bruger dagen på at beskrive, hvad der sker nede på gaden. Men det, der begyndte som en uskyldig leg, ender med at blive et spørgsmål om liv eller død på en måde, ingen af dem kunne have forudset.

## Medvirkende
- Mathæus Andersen
- Malthe Vrå Heldbo